# Perla Martínez Legorreta
Perla Martínez Legorreta es una productora de cine y televisión mexicana. Nominada como Mejor Productora por la serie XY en el Festival de Televisión de Montecarlo, en 2011., por la misma serie recibió el Reconocimiento por la Igualdad en los Medios Esperanza Brito 2010, otorgado por el Instituto Nacional de las Mujeres y ganó el XIX Premio Quórum 2011 al Mejor Diseño de Identidad Gráfica y Cortinilla, por la 1.ª y 2.ª temporadas de la serie.

## Historia
Perla Martínez es la directora y socia fundadora de Mystic Entertainment, a cargo del desarrollo de proyectos y la Producción Ejecutiva de los mismos. Produjo el Largometraje Bacalar  ganador del Festival Internacional de Cine para la Infancia y la Juventud, 2012 en Madrid, España.
Con su producción Mujeres X fue ganadora del Premio Pantalla de Cristal 2007 en las categorías de Mejores Valores de Producción, Mejor Película, Mejor Guion, Mejor Dirección de Arte, Mejor Diseño Sonoro, y finalista en Mejor Fotografía y Mejor Dirección.
Como Productora Ejecutiva de la exitosa serie de ficción XY, fue nominada no sólo como Mejor Productora en el Festival de Televisión de Montecarlo, en 2011, sino que la serie también compitió en las categorías de Mejor Serie, Mejor Actriz y Mejor Actor. También obtuvo el Reconocimiento por la Igualdad en los Medios Esperanza Brito 2010, otorgado por el Instituto Nacional de las Mujeres y ganó el XIX Premio Quórum 2011 al Mejor Diseño de Identidad Gráfica y Cortinilla, por la 1ª. y 2ª. Temporadas de la serie.
Con amplia experiencia en Televisión y más de 500 horas de programación producida, tanto en el área documental como en el área de ficción, fue finalista en la nominación de los International Emmy Awards por el documental “Virgen de Guadalupe”, coproducido con Discovery Networks, y por la serie “Casting Zone”, coproducida con Disney Channel.
A lo largo de su carrera de más de 20 años, ha producido para las cadenas Discovery Channel, NatGeo, Canal Once México, Animal Planet, Sesame Workshop, Discovery Kids, People&Arts, E! Entertainment, Disney Channel, A&E y USA Networks.
Actualmente se encuentra desarrollando dos proyectos de largometraje y 3 series de ficción y una de documental para varias cadenas internacionales.